# 1944 en Grèce
Chronologie de la Grèce
- 1940
- 1941
- 1942
- 1943
- 1944
- 1945
- 1946
- 1947
- 1948

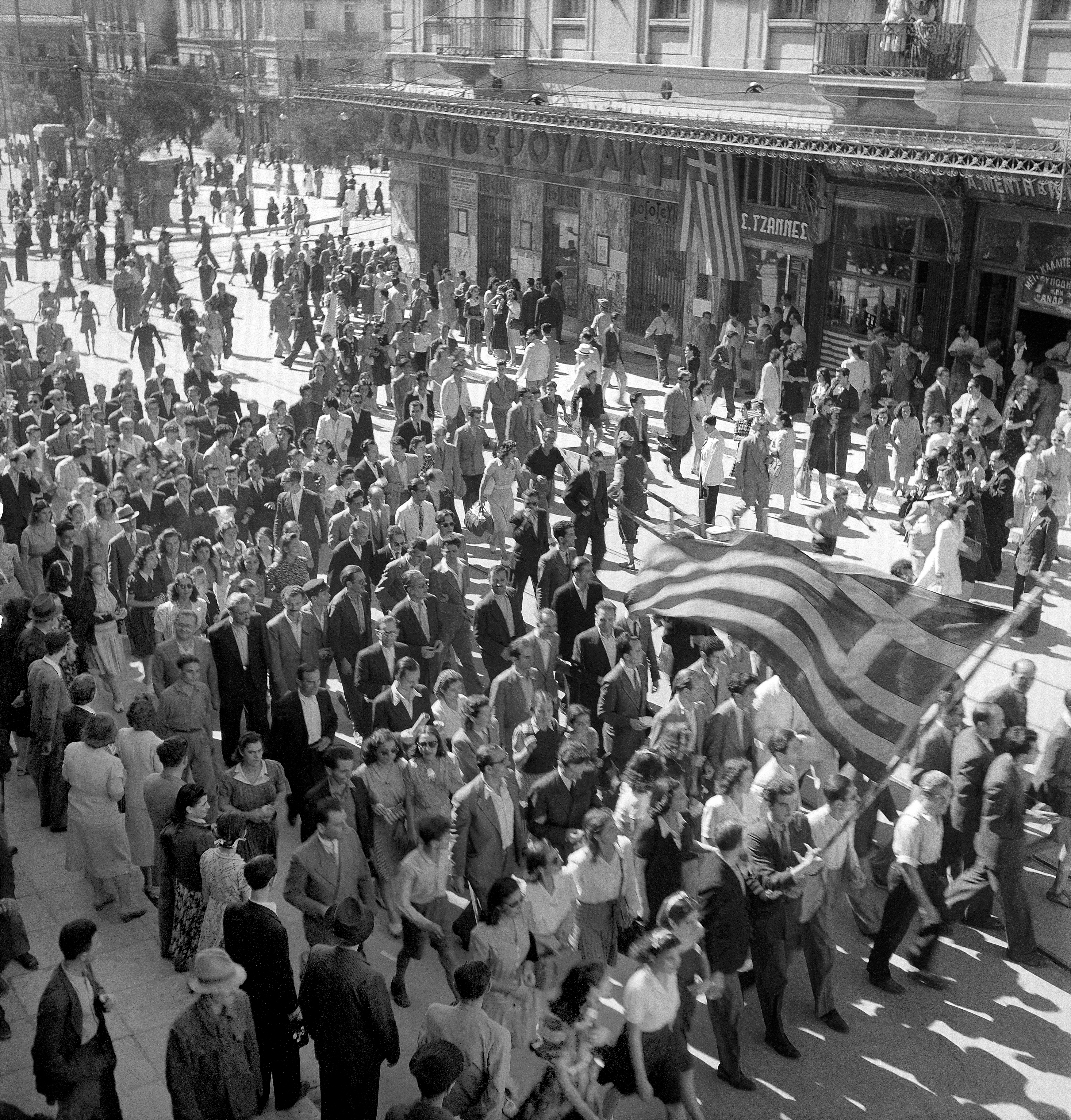
Les athéniens dans la rue, lors de la libération de la ville (octobre 1944).

Cette page concerne les évènements survenus en 1944 en Grèce  :

## Évènement
- Fin de la Grande Famine.
- avril : Mutinerie navale grecque.
- Réunion secrète du Conseil national dans le village de Koryschádes.
- 22 avril : 2e massacre de Mesóvouno (en).
- 24 avril : 
  - Massacre de Pýrgi (en).
  - Raid sur Santorin.
- 26 avril : 
  - début du gouvernement Geórgios Papandréou I.
  - Enlèvement de Heinrich Kreipe.
- 27 avril : Exécution du Major Général Franz Krech.
- 1er mai : Exécution des 200 de Kaisarianí.
- 17 au 20 mai : Conférence du Liban entre le Gouvernement grec en exil en Égypte et les différentes organisations de résistance actives à l'intérieur de la Grèce.
- juin : fin des exécutions de Feneós (en).
- 9 juin : Naufrage du SS Tanaïs.
- 10 juin : Massacre de Distomo.
- 13-15 juillet : Raid sur Symi (Opération Tenement).
- 8 août : Sabotage de Damásta.
- 13 août : Destruction d'Anógia.
- 17-18 août : Bataille de Menína (el).
- 22 août : Holocauste de Kédros.
- 28 août : Exécutions de Maláthyros (en).
- 31 août : exécution de María Dimádi, héroïne de la résistance, par les bataillons de sécurité.
- 2 septembre : Massacre de Chortiátis (el).
- 13 au 15 septembre : Bataille de Meligalás.
- 26 septembre : signature de l'accord de Caserte.
- 12 octobre : 
  - libération d'Athènes.
  - fin du gouvernement fantoche de l'État grec.
  - fin de l'occupation.
  - Opération Manna.
- 4 novembre : Bataille de Kilkis (en).
- 3 décembre : début des évènements du Dekemvrianá.

## Création
- Comité politique de libération nationale
- mai : Conseil national, Assemblée législative.
- District régional de Xanthi (en)
- Garde civile nationale (en)
- Théâtre Lemos (en)

## Dissolution
- Bataillons de sécurité
- Comité politique de libération nationale
- 5 novembre : Conseil national
- État grec (1941-1944)
- Ligue nationale démocratique grecque
- Organisation panhellénique de libération
- Union nationale de Grèce, parti politique antisémite.

## Sortie de film
- Applaudissements

## Naissance
- 26 mars : Katerína Daskaláki,  femme politique et journaliste.

## Décès
- 8 janvier : Napoléon Lapathiótis (el), poète.
- 2 février : André de Grèce, prince de Grèce et de Danemark.
- 17 avril : Dimítrios Psarrós, officier de l'armée grecque et chef de la résistance.
- 26 juillet : Iléktra Apostólou, figure politique de la résistance.